# Leptotarsus (Tanypremna) picturellus
Leptotarsus (Tanypremna) picturellus is een tweevleugelige uit de familie langpootmuggen (Tipulidae). De soort komt voor in het Neotropisch gebied.